# Джон Стенхёйзен
Джон Стенхёйзен (англ. John Steenhuisen; род. 25 марта 1976, Дурбан) — южноафриканский политик, лидер оппозиции в парламенте ЮАР, с 1 ноября 2020 года — лидер крупнейшей оппозицинной партии ЮАР «Демократический Альянс».

## Биография
Родился в Дурбане в 1976 году. В 1999 году избрался в городской совет Дурбана от «Демократической партии» (Демократический Альянс с 24 июня 2000 года). В 2000 году был избран главой новосформированного городского округа Этеквини. После выборов 2009 года стал членом Законодательного собрания провинции Квазулу-Натал.

## Лидерство в Демократическом Альянсе
В октябре 2019 года Ммьюзи Мейман подал в отставку с поста лидера  Демократического Альянса, а также лидера оппозиции в парламенте. Стенхёйзен был вынужден покинуть пост партийного организатора и подать свою кандидатуру на пост партийного лидера. Вступил в должность 27 октября 2019 года.
В ноябре 2023 заявил о намерении баллотироваться  на второй срок. 2 апреля 2023 года было объявлено, что Стёнхейзен переизбран на второй срок, опередив свою конкурентку, бывшего мэра Йоханнесбурга Мфо Фалатсе.

## Визит на Украину (2022)
Стенхёйзен осудил вторжение России на Украину. В апреле 2022 года Стенхёйзен  посетил Украину. Там он встретился с мэром Львова Андреем Садовым. «Мы не имеем права делать вид, будто эта война нас не касается», — заявил Стенхёйзен на встрече. Однако эта поездка встретила волну критики от консервативно настроенной части южноафриканского общества, которая обвинила Стенхёйзена в недостаточном внимании к внутренним проблемам в ЮАР.